# 唐纳山省
唐纳山省（法語：Département du Mont-Tonnerre）是法兰西第一共和国及后来法兰西第一帝国的一个省份，位于今德国，以普法爾茨地區的最高点唐纳山命名，省会美因茨。该省份成立于1798年成立，时值莱茵河西岸被法国吞并，其为被吞并地区的四个省份中最南端者。该省份大致对应今德国莱茵兰-普法尔茨州与萨尔兰州。 
1812年，该省人口为342316。1814年拿破仑败北，在1815年的维也纳会议上，该省被分配给了巴伐利亞王國（该国的巴伐利亚普法爾茨地區）和黑森大公国（该省美因茨一带）。

## 区划
该省划分为以下几个区（arrondissement）和县（canton）：
- 美因茨区
  - 县份：阿尔蔡、莱茵河畔宾根、贝希特海姆、基希海姆博兰登、美因茨、下奥尔姆、莱茵河畔英格尔海姆、奥彭海姆、沃尔施泰因 与 Wörrstadt

- 凯撒斯劳滕区
  - 县份：格尔海姆、凯撒斯劳滕、劳特埃肯、上莫舍尔、奥特贝格、罗肯豪森、温韦勒 与 沃尔夫施泰因
- 施派尔区
  - 县份：巴特迪克海姆、埃登科本、弗兰肯塔尔、盖默斯海姆、格林施塔特、穆特施塔特、葡萄酒之路旁诺伊施塔特、Pfeddersheim、施派尔 与 沃尔姆斯
- 茨韦布吕肯区
  - 县份：特里费尔斯山麓安韦勒、洪堡、兰施图尔、Medelsheim、霍恩巴赫、皮尔马森斯、瓦尔德菲施巴赫-布格阿尔本与茨韦布吕肯